# Noël Picard
Pour les articles homonymes, voir Picard (homonymie).
Joseph Jean-Noël Picard (né le 25 décembre 1938 à Montréal dans la province de Québec au Canada et mort le 6 septembre 2017 dans la même ville) est un joueur professionnel canadien de hockey sur glace qui évoluait au poste de défenseur.

## Carrière
Noël Picard commence sa carrière professionnelle en 1960 alors qu'il jouait pour les Larks de Jersey dans la Eastern Hockey League. Au cours de la saison 1964-1965, il fait ses débuts dans la grande Ligue nationale de hockey en jouant pour les Canadiens de Montréal. En 1967, la LNH décide de doubler le nombre d'équipes passant de six équipes à douze et organisent un repêchage d'expansion. Picard est réclamé par les Blues de Saint-Louis, une des nouvelles équipes.
En 1970, lors du quatrième match de la finale de la Coupe Stanley opposant les Blues aux Bruins de Boston, Bobby Orr marque le but vainqueur en prolongation ce qui permet aux Bruins de remporter la quatrième Coupe de leur histoire. Après avoir marqué son but, Orr est déséquilibré par Picard, et tombe en avant. Une photographie prise par Ray Lussier d'Orr en train de tomber les bras levés en signe de victoire commémore l'événement et est une des photographies les plus connues du monde du hockey.
Picard joue sa dernière saison en 1972-1973 où il complète sa saison avec les Flames d'Atlanta.
Il meurt à l'âge de 78 ans le 6 septembre 2017.

## Famille
Noël Picard est l'oncle du joueur de hockey sur glace Robert Picard.

## Statistiques
| Saison     | Équipe                | Ligue      |     | Saison régulière | Saison régulière | Saison régulière | Saison régulière | Saison régulière |   | Séries éliminatoires | Séries éliminatoires | Séries éliminatoires | Séries éliminatoires | Séries éliminatoires |
| Saison     | Équipe                | Ligue      | PJ  | B                | A                | Pts              | Pun              | PJ               | B | A                    | Pts                  | Pun                  |                      |                      |
| 1959-1960  | Petes de Peterborough | OHA-Jr.    | 29  | 1                | 3                | 4                | 22               | 12               | 2 | 1                    | 3                    | 4                    |                      |                      |
| 1960-1961  | Larks de Jersey       | EHL        | 55  | 2                | 6                | 8                | 55               | -                | - | -                    | -                    | -                    |                      |                      |
| 1961-1962  | Olympics de Montréal  | Que-Sr.    | 18  | 3                | 7                | 10               | 8                | 6                | 1 | 3                    | 4                    | 17                   |                      |                      |
| 1961-1962  | Olympics de Montréal  | Al-Cup     | -   | -                | -                | -                | -                | 15               | 2 | 6                    | 8                    | 38                   |                      |                      |
| 1962-1963  | Castors de Sherbrooke | Que-Sr.    | -   | -                | -                | -                | -                | 1                | 0 | 0                    | 0                    | 0                    |                      |                      |
| 1963-1964  | Knights d'Omaha       | LCHP       | 59  | 4                | 25               | 29               | 147              | 9                | 1 | 2                    | 3                    | 12                   |                      |                      |
| 1964-1965  | Canadiens de Montréal | LNH        | 16  | 0                | 7                | 7                | 33               | 3                | 0 | 1                    | 1                    | 0                    |                      |                      |
| 1964-1965  | Knights d'Omaha       | LCHP       | 50  | 13               | 23               | 36               | 142              | -                | - | -                    | -                    | -                    |                      |                      |
| 1965-1966  | Apollos de Houston    | LCHP       | 58  | 3                | 15               | 18               | 186              | -                | - | -                    | -                    | -                    |                      |                      |
| 1966-1967  | Totems de Seattle     | WHL        | 63  | 3                | 24               | 27               | 135              | 10               | 2 | 5                    | 7                    | 16                   |                      |                      |
| 1966-1967  | Reds de Providence    | LAH        | 9   | 0                | 3                | 3                | 17               | -                | - | -                    | -                    | -                    |                      |                      |
| 1967-1968  | Blues de Saint-Louis  | LNH        | 66  | 1                | 10               | 11               | 142              | 13               | 0 | 3                    | 3                    | 46                   |                      |                      |
| 1968-1969  | Blues de Saint-Louis  | LNH        | 67  | 5                | 19               | 24               | 131              | 12               | 1 | 4                    | 5                    | 30                   |                      |                      |
| 1969-1970  | Blues de Saint-Louis  | LNH        | 39  | 1                | 4                | 5                | 88               | 16               | 0 | 2                    | 2                    | 65                   |                      |                      |
| 1970-1971  | Blues de Saint-Louis  | LNH        | 75  | 3                | 8                | 11               | 119              | 6                | 1 | 1                    | 2                    | 26                   |                      |                      |
| 1971-1972  | Blues de Saint-Louis  | LNH        | 15  | 1                | 5                | 6                | 50               | -                | - | -                    | -                    | -                    |                      |                      |
| 1972-1973  | Blues de Saint-Louis  | LNH        | 16  | 1                | 0                | 1                | 10               | -                | - | -                    | -                    | -                    |                      |                      |
| 1972-1973  | Flames d'Atlanta      | LNH        | 41  | 0                | 10               | 10               | 43               | -                | - | -                    | -                    | -                    |                      |                      |
| Totaux LNH | Totaux LNH            | Totaux LNH | 335 | 12               | 63               | 75               | 616              | 50               | 2 | 11                   | 13                   | 167                  |                      |                      |